# Queropotàmids
Els queropotàmids (Choeropotamidae) són una família de mamífers extints que visqueren entre l'Eocè inferior i l'Oligocè inferior. Se n'han trobat restes fòssils a Europa i Egipte.